# Sacro GRA
Pour plus de détails, voir Fiche technique et Distribution.
Sacro GRA est un film documentaire italien réalisé par Gianfranco Rosi, sorti en 2013.
Il remporte le Lion d'or lors de la Mostra de Venise 2013 ; il s'agit du premier film documentaire à remporter cette récompense.
Il passe à la télévision française le 15 février 2017 sur Arte.

## Synopsis
Le film a pour cadre l'autoroute italienne A90, la ceinture périphérique de Rome, en abrégé GRA (Grande Raccordo Anulare). Rosi a tourné pendant plus de deux ans, tandis que le montage du film a nécessité huit mois de travail.
Selon le réalisateur, le film s'inspire du roman d'Italo Calvino, Les Villes invisibles, qui imagine que Marco Polo raconte à la cour de Kubilai Khan ses voyages.

## Fiche technique
- Titre original : Sacro GRA
- Réalisation : Gianfranco Rosi
- Photographie : Gianfranco Rosi
- Son : Giuseppe D'Amato, Stefano Grosso, Gianfranco Rosi, Riccardo Spagnol
- Montage : Jacopo Quadri
- Production : Marco Visalberghi, Lizabeth Gelber (productrice associée), Carole Solive (coproductrice), Dario Zonta
- Société(s) de production : Doclab S.r.l., La Femme Endormie, Rai Cinema
- Société(s) de distribution : Officine UBU
- Pays d’origine :  Italie
- Langue originale : italien
- Format : couleur
- Genre : documentaire
- Durée : 93 minutes
- Dates de sortie :
  -  Italie : 19 septembre 2013
  -  France : 26 mars 2014

## Récompenses
- Mostra de Venise 2013 : Lion d'or